# Labuszewo
Labuszewo (dawniej Hozębark, Hozembark, niem. Haasenberg) – wieś w Polsce położona w województwie warmińsko-mazurskim, w powiecie olsztyńskim, w gminie Biskupiec. W latach 1975–1998 miejscowość administracyjnie należała do województwa olsztyńskiego.

## Historia
Wieś założona przed 1399 r., jako część większych dóbr ziemskich tzw. wildenowskich. Obecna nazwa (od 1948 r.) pochodzi od nazwiska Bogumiła Labusza (1860-1919), działacza mazurskiego, współzałożyciela pisma "Mazur" oraz Banku Mazurskiego. W Labuszewie mieszkał także Gustaw Leyding (1865-1948), współzałożyciel mazurskiej Partii Ludowej. W marcu 1923 r. w mieszkaniu prywatnym Bogumiła Labusza (juniora) odbyło się zebranie założycielskie Zjednoczenia Mazurskiego, reaktywujące ruch polski po przegranym plebiscycie w 1920 r.
W Labuszewie urodził się w 1899 Gustaw Leyding-Mielecki junior (Gustaw Leyding pseudomim Mielecki), syn Gustawa. W latach powojennych sołtysem był Otton Leyding (syn Gustawa, brat Gustawa juniora).
Orłowicz na początku XX w. określił Labuszewo jako polską wieś mazurską. W sąsiedztwie znajdowała się niemiecka kolonia Dymer. Na zachód od wsi znajdowały się łąki, powstałe po osuszeniu Jeziora Gisielskiego i Jeziora Kaliskiego.
Na cmentarzu znajdują się mogiły Bogumila Labusza i Gustawa Leydinga.